# 楊文 (弘治進士)
楊文（1446年—？），字宗周，號澹成，直隸常州府無錫縣人，民籍，明朝政治人物。

## 生平
弘治二年（1489年）己酉科應天府鄉試第二名舉人。弘治三年（1490年）聯捷庚戌科會試第一百五名，三甲第三十名進士。授府學教授，十二年间任南京國子監監丞。後任壽藩長史。著有《叩虚集》。

## 家族
曾祖楊德敏；祖父楊季成；父楊公實，母華氏。永感下。